# 男子校系男子
『男子校系男子』（だんしこうけいだんし）は、ハトポポコによる日本の漫画作品。

## 解説
男子校の日常を描いた漫画で、『電撃萌王』（アスキーメディアワークス）で2014年2月号から2016年4月号まで連載された。美甘（みかも）・ 岡田・ 七川の三人組の会話がメインとなり、思春期にありがちなことが話題になる事が多い。なお、美甘・岡田・七川はハトポポコが同じく電撃萌王で連載していた『みなクズ』にも登場している。

## 登場人物
美甘（みかも）
仲良し三人組の一人。「一応の主人公」だが、惨めな目に遭う事が多い。
岡田
仲良し三人組の一人。極度の天然。
七川
仲良し三人組の一人で、眼鏡をかけている。三人の中では一番成績が良いとされている。

## 単行本
ハトポポコ 『みなクズ with 男子校系男子』 KADOKAWA アスキー・メディアワークス〈電撃コミックスEX〉、全1巻 ISBN 978-4048934893 2018年1月26日発売
上記の単行本には、男子校系男子の連載終了後に電撃萌王でハトポポコが連載した『みなクズ』の内容も収録されている。